# Пуллі (Камб'я)
Пу́ллі (ест. Pulli küla) — село в Естонії, у волості Камб'я повіту Тартумаа.

## Населення
Чисельність населення на 31 грудня 2011 року становила 49 осіб.